# Veruno
Veruno – miejscowość i gmina we Włoszech, w regionie Piemont, w prowincji Novara.
Według danych na rok 2004 gminę zamieszkiwało 1576 osób, 157,6 os./km².